# Camera dei rappresentanti degli Stati Uniti d'America
La Camera dei rappresentanti degli Stati Uniti (in inglese United States House of Representatives) è la camera bassa del Congresso degli Stati Uniti con sede al Campidoglio, a Washington, dove ha sede anche la camera alta, il Senato. 
La sua organizzazione e i suoi poteri sono delineati dall'articolo 1 della Costituzione degli Stati Uniti. L'aula della Camera si trova nell'ala sud del Campidoglio, mentre il Senato si riunisce nell'ala nord.

## Origini e caratteristiche
Gli autori della Costituzione crearono un Congresso bicamerale, poiché desideravano che ci fossero due camere che si controllassero reciprocamente. Secondo quanto previsto dal compromesso del Connecticut, una delle due, la Camera dei rappresentanti, era intesa come "camera del popolo", fedele rappresentante e interprete dell'opinione pubblica. L'altra, il Senato, avrebbe dovuto essere un'assemblea di saggi, più riflessiva e ponderata, meno suscettibile agli impulsi impetuosi dell'opinione popolare.
La Camera dei rappresentanti è generalmente considerata un'assemblea in cui le contrapposizioni politiche, rispetto al Senato, sono più accentuate. Mentre al Senato tutti i cinquanta Stati hanno uguale rappresentanza (due senatori per ciascuno), alla Camera ogni stato elegge un numero di rappresentanti proporzionale alla sua popolazione. Lo Stato che ha più rappresentanti è attualmente la California (53 membri).

## Composizione
La Camera è composta da 441 membri, di cui 435 rappresentanti (con diritto di voto) e 6 delegati (senza diritto di voto). Una legge del 1911 stabilisce in 435 il numero massimo di rappresentanti con diritto di voto. Vi sono attualmente 220 repubblicani e 213 democratici. Dal 25 ottobre 2023, la carica di presidente (speaker) è ricoperta da Mike Johnson (repubblicano).

## Membri ed elezione
In base alla Costituzione, i seggi della Camera dei rappresentanti sono ripartiti tra gli Stati in proporzione alla rispettiva popolazione, quale risulta dal censimento condotto ogni dieci anni; tuttavia ciascuno Stato ha diritto ad almeno un rappresentante. I seggi sono attualmente 435. Ad essi si aggiungono sei delegati che rappresentano il Distretto di Columbia, Porto Rico, e i territori delle Samoa Americane, di Guam, delle Marianne Settentrionali e delle Isole Vergini Americane; essi tuttavia non sono membri della Camera in senso stretto, e non hanno diritto di voto.
Sono eleggibili alla Camera coloro i quali hanno compiuto venticinque anni di età, sono cittadini americani da almeno sette anni, e (alla data di elezione) sono residenti nello Stato per il quale vengono eletti. In base alla legge federale, i rappresentanti sono eletti in collegi uninominali; questi collegi tuttavia sono delimitati dai parlamenti dei singoli stati. In base a una decisione della Corte Suprema, i collegi devono avere approssimativamente la stessa popolazione. I collegi vengono rivisti dopo ogni censimento decennale per adeguarli alle variazioni della popolazione. In quasi tutti gli stati viene utilizzato per l'elezione il sistema maggioritario semplice (ogni elettore vota per un candidato; viene eletto il candidato che ottiene la maggioranza relativa dei voti), solo in Louisiana si usa il sistema elettorale francese a doppio turno.
Il disegno dei seggi per ogni stato viene fatto per la maggior parte dei casi dalle rispettive State Legislatures (camera statale e senato statale) con, ancora nella maggior parte dei casi, possibilità di veto da parte del governatore. Questo consentirebbe ad un partito, nel caso in cui controllasse State legislature e Governatore, di fare gerrymandering a proprio favore e danneggiare la democrazia: per un caso di gerrymandering si possono vedere le elezioni alla camera federale del 2012 nello stato della Pennsylvania.
La Camera dei rappresentanti è eletta per due anni. Le elezioni si tengono nell'Election Day (cioè il primo martedì successivo al primo lunedì di novembre) degli anni pari; gli eletti entrano in carica all'inizio di gennaio dell'anno successivo; la loro decadenza può avvenire con risoluzione approvata col quorum dei due terzi, ed è avvenuta soltanto sei volte nella storia parlamentare degli Stati Uniti.

## Presidenza e organizzazione interna
Il Presidente della Camera (detto Speaker) presiede le sedute, assegna le proposte di legge alle varie commissioni, nomina i membri di alcune commissioni, e decide sui lavori dell'assemblea. Ogni partito elegge un capogruppo.
Durante i dibattiti, gli interventi dei rappresentanti sono regolati dal Presidente. Il tempo dedicato al dibattito su ciascuna proposta di legge è di solito limitato a una sola ora, divisa a metà tra i due partiti. Un'apposita commissione (Rules Committee) stabilisce, per ciascuna proposta di legge, le modalità del dibattito, e in particolare regola la possibilità di presentare emendamenti.
La Camera comprende venti commissioni permanenti, ciascuna delle quali competente per una determinata materia (ad esempio: finanze, difesa, giustizia, ecc.). Ciascuna commissione, nelle materie di sua competenza, esamina preliminarmente le proposte di legge, e ha funzioni di controllo sulle azioni dell'esecutivo. Le commissioni sono presiedute da un rappresentante del partito di maggioranza.
Esistono inoltre una Commissione sui Servizi Segreti e alcune commissioni congiunte (che comprendono anche membri del Senato), ma hanno minore importanza.

## Poteri e funzioni
La Camera condivide con il Senato il potere legislativo; tuttavia soltanto i suoi membri possono proporre leggi tributarie (i membri del Senato non hanno questo potere). Ciascuna proposta, per divenire legge, deve essere esaminata e approvata da entrambe le camere. Se le due camere approvano versioni diverse della stessa proposta, viene nominata una commissione congiunta (conference committee) che elabora un testo di compromesso, da sottoporre nuovamente alle due camere per l'approvazione definitiva.
La Camera ha il potere di avviare il procedimento di impeachment (cioè di rimozione dalla carica di un funzionario o di un giudice federale), con la formulazione dei capi di accusa nei confronti dell'imputato, che poi viene processato dal Senato (per la condanna è necessaria la maggioranza dei due terzi).
Alla Camera spetta l'elezione del Presidente degli Stati Uniti, se nessun candidato ottiene la maggioranza assoluta dei voti dei grandi elettori presidenziali. In tal caso, il Presidente deve essere eletto fra i tre candidati con il maggior numero di voti elettorali; nella votazione, l'insieme dei rappresentanti di ciascuno Stato ha un solo voto. La Camera ha dovuto esercitare questo potere soltanto due volte: nel 1800, quando elesse Thomas Jefferson, e nel 1824, quando elesse John Quincy Adams.

## Ultimi risultati elettorali e classifica dei partiti
Trump (220)
     Harris (213)